# Sclerosperma profizianum
Sclerosperma profizianum là loài thực vật có hoa thuộc họ Arecaceae. Loài này được Valk. & Sunderl. mô tả khoa học đầu tiên năm 2008.